# Hopffgartensches Gericht
Das Hopffgartensche Gericht war eine territoriale Verwaltungseinheit der Ernestinischen Herzogtümer. Das Patrimonialgericht der Herren von Hopffgarten gehörte ab 1640 zum Herzogtum Sachsen-Gotha, ab 1672 zum Herzogtum Sachsen-Gotha-Altenburg und ab 1826 zum Herzogtum Sachsen-Coburg und Gotha.
Bis zur Aufhebung der Patrimonialgerichtsbarkeit im Jahr 1839 bildete es den räumlichen Bezugspunkt für die Einforderung landesherrlicher Abgaben und Frondienste, für Polizei, Rechtsprechung und Heeresfolge.

## Geographische Lage
Das Hopffgartensche Gericht bestand aus vier territorial voneinander getrennten Teilen. Das Kerngebiet des Amts Haineck mit Nazza, Hallungen, Ebenshausen und Frankenroda lag im Tal des Lempersbachs und der Werra am Westrand des Hainich. Südlich des Gebiets lagen die Orte Lauterbach und Neukirchen, welche durch das Ortsgebiet von Mihla (sachsen-eisenachisches Amt Creuzburg) vom Amtsgebiet getrennt wurden. Westlich von Lauterbach liegt der Ort Craula am Südostrand des Hainich. Der Ort war durch die zum kursächsischen Amt Langensalza und zum sachsen-eisenachischen Amt Creuzburg gehörigen Forste des Hainich vom Amt Haineck getrennt. Südlich von Craula lag das restliche Gebiet des Hopffgartenschen Gerichts mit Burla, Ebenheim, Laucha, Mechterstädt und Weingarten. Dieses war durch die Wangenheimschen Gerichtsorte von Craula getrennt. Dieses Territorium lag zwischen den Hörselbergen und dem Nessetal im Norden und der Hörsel im Süden.
Das Herrschaftsgebiet liegt heute im Westen des Freistaats Thüringen und gehört teilweise zum Landkreis Gotha und zum Wartburgkreis.

## Angrenzende Verwaltungseinheiten
Kerngebiet des Amts Haineck mit Nazza und der Burg Haineck
Das Kerngebiet des Amts Haineck war eine Exklave des Herzogtums Sachsen-Gotha und grenzte an folgende Gebiete:
- Westen: Ganerbschaft Treffurt (Kondominium des Kurfürstentums Sachsen, der Landgrafschaft Hessen und Kurmainz, ab 1815 zum preußischen Landkreis Mühlhausen)
- Norden: Eichsfeld (Erzstift Mainz, ab 1815 zum preußischen Landkreis Mühlhausen)
- Nordosten: Vogtei Dorla (zur Ganerbschaft Treffurt; Kondominium des Kurfürstentums Sachsen, der Landgrafschaft Hessen und Kurmainz, ab 1815 zum preußischen Landkreis Mühlhausen)
- Südosten: Amt Langensalza (Kurfürstentum Sachsen, ab 1815 zum preußischen Landkreis Langensalza)
- Süden: Amt Creuzburg (Herzogtum Sachsen-Eisenach bzw. Sachsen-Weimar-Eisenach)

Südteil des Amts Haineck mit Neukirchen und Lauterbach
Der Südteil des Amts Haineck war ebenfalls eine Exklave des Herzogtums Sachsen-Gotha, die bogenförmig im Herzogtum Sachsen-Eisenach (Amt Creuzburg) lag. Nur im Westen grenzte er an das kursächsische Amt Langensalza.
Craula
Craula grenzte im Norden und Osten an das kursächsische Amt Langensalza und im Westen und Süden an die zum Herzogtum Sachsen-Gotha gehörigen Orte des Wangenheimschen Gerichts.
Orte um Mechterstädt
Die Orte Burla, Weingarten, Ebenheim, Mechterstädt und Laucha bildeten ein zusammen hängendes Territorium, welches vollständig im Herzogtum Sachsen-Gotha lag.
Dieses grenzte an folgende Gebiete:
- Westen und Norden: Wangenheimsches Gericht
- Nordosten: Verwaltungsbezirk Friedrichswerth (zum Amt Gotha gehörig)
- Osten und Süden: Amt Tenneberg
- Südwesten: Uetterodtsches Gericht

## Geschichte
Die Geschichte des Hopffgartenschen Gerichts begann mit dem Erwerb der um 1385 durch die Thüringer Landgrafen erbauten Burg Haineck und ihres Burgbezirks durch die Herren von Hopffgarten. Nachdem sie im Jahr 1503 das Gebiet als Pfandbesitz erhielten, bekamen sie 1513 den Ort Nazza, die Burg Haineck und das dort ansässige Gericht durch den Landesherren, den ernestinischen Kurfürsten von Sachsen, Friedrich der Weise als erbliches Lehen. Zum Burgbezirk der Burg Haineck gehörten die Orte Nazza, Hallungen, Frankenroda, Ebenshausen, sowie die durch das Amt Creuzburg vom Gebiet getrennten Orte Lauterbach und Neukirchen. In dieser Zeit kam auch der Ort Craula an die Herren von Hopffgarten auf Haineck zu Nazza. Ebenheim hatten die Herren von Hopffgarten bereits 1472 von den Herren von Erffa erworben.
Um 1550 wurde das Schloss Nazza als Wirtschaftshof mit repräsentativem Wohngebäude von den Herren von Hopffgarten auf Haineck zu Nazza errichtet. Sie begannen zu dieser Zeit, ihren Wohnsitz an den Ortsrand zu verlagern. In der Burg blieben Verwalter und Bedienstete zur Bewachung zurück. In der Folgezeit verlor die Burg Haineck an Bedeutung. Nach 1592 verkaufte Herrmann von Reckrodt sein Gut in Mechterstädt nebst allen Zugehörigkeiten und allen Gerechtigkeiten an die Herren von Hopffgarten, wodurch der Ort vollständig an diese kam. Wann Burla und Weingarten zum Hopffgartenschen Gericht kamen, ist unbekannt.
Die Lehnsoberhoheit über das Hopffgartensche Gericht lag seit 1640 beim Herzogtum Sachsen-Gotha und ab 1672 beim Herzogtum Sachsen-Gotha-Altenburg. 1714 verkauften die Herren von Teutleben das Dorf Laucha an Georg Friedrich von Hopffgarten, wodurch der Ort zu dessen Gericht kam.
Ab 1826 gehörte das Hopffgartensche Gericht zum Herzogtum Herzogtum Sachsen-Coburg und Gotha. Nachdem die Herren von Hopffgarten im Jahre 1839 ihre Patrimonialgerichtsbarkeit abgetreten hatten, wurden die Orte fürstlichen Behörden zugeteilt. Die Exklavenorte Nazza, Hallungen, Ebenshausen, Frankenroda, Lauterbach und Neukirchen wurden dem „Gerichtsamt Nazza“ zugeordnet, welches als Verwaltungs- und Justizbehörde eingerichtet wurde. Bei der 1858 im Herzogtum Sachsen-Coburg und Gotha durchgeführten Verwaltungsreform wurde das Gerichtsamt Nazza in „Justizamt Nazza“ umbenannt, es behielt aber wegen seiner entfernten Lage seine Verwaltungstätigkeit bei. Erst 1869 wurde das Justizamt Nazza aufgehoben und Verwaltung und Justiz voneinander getrennt. Dabei kamen die Verwaltungsaufgaben an das Landratsamt Waltershausen, die Rechtspflege übernahm das Justizamt Thal.
Die Orte Burla, Craula, Ebenheim und Weingarten gehörten seit 1839 zum staatlichen „Gerichtsamt Wangenheim in Friedrichswerth“. Laucha und Mechterstädt kamen an das Justizamt Tenneberg. Bei der Verwaltungsreform im Herzogtum Sachsen-Coburg und Gotha kam die Verwaltung dieser Orte 1858 an das Landratsamt Waltershausen. Dabei wurde das Gerichtsamt Wangenheim zu Friedrichswerth in ein reines Justizamt umgewandelt. 1879 wurden die Justizämter Tenneberg, Wangenheim zu Friedrichswerth und Thal im Amtsgerichte umgewandelt.

## Zugehörige Orte
Dörfer des Burgbezirks Haineck
| - Nazza - Ebenshausen - Frankenroda | - Hallungen - Lauterbach - Neukirchen |

Für den Ort Ebenshausen nahm das Amt Creuzburg im Herzogtum Sachsen-Eisenach bzw. Sachsen-Weimar-Eisenach die Zivilgerichtsbarkeit wahr. Die Kriminalgerichtsbarkeit lag bei den Herren von Hopffgarten, Abgaben und Steuern mussten an die Herren von Harstall in Mihla gezahlt werden.
Andere Dörfer
| - Burla - Craula - Ebenheim | - Laucha - Mechterstädt - Weingarten |

Burgen und Schlösser
- Burg Haineck
- Schloss Nazza

Wüstungen
- Berenfeld und Ritzenhausen (bei Hallungen)
- Vippach (bei Mechterstädt)
- Altenburg bei Nazza